# Rafael Bento y Travieso
Rafael Esteban Mariano Bento y Travieso (Santa María de Guía, 1782-Las Palmas de Gran Canaria, 1831) fue un poeta y dramaturgo español. De talante liberal, está vinculado con el prerromanticismo y neoclasicismo canario.

## Biografía
Rafael Bento y Travieso (1782-1831) nació en Guía (Gran Canaria). Rafael Bento fue un poeta y dramaturgo prerromántico y neoclásico que destacó por sus sátiras en el archipiélago canario. Rafael vivió toda su vida de manera humilde y desarreglada. Bento llevó una vida poco tranquila, siendo alborotador desde pequeño, mostrando sin miedo una tendencia liberal que le llevó a ser acusado de algunos delitos como el de “proposiciones”, “retención de libros prohibidos” o ser acusado de la lectura de la “Teología de Tamburini”, culpándolo de ser adepto a las ideas jansenistas y regalistas de su época además de un patriotismo que se ve reflejado en algunas de sus obras como “Oda” dedicado a Fernando VII, “Soneto a la nación española” o “Elogio” dedicado a Fernando el católico.
Bento empezó a escribir en el Seminario Conciliar de la Purísima Concepción de Las Palmas donde ingresó en diciembre de 1797, a petición de su padre. Fue aquí donde surgió su tendencia liberalista gracias al obispo Tavira, quien había acentuado al máximo la línea aperturista en su enseñanza. Con la muerte de su progenitor, Bento volvió a Guía, donde libre de obligaciones de aquella vocación la cual no deseaba, se dedicó a lo que realmente quería dedicarse: la poesía.  Dedicado plenamente a ello y sin trabajo alguno, sus recursos escaseaban. Rafael estuvo en esta posición hasta enamorarse de Dª Fermina Fernández y Martínez, con quien se casó a los 22 años. Un año después de conocerla, Bento entró en el Regimiento provincial de Guía. En 1811, viajó a la Península ibérica para regresar a finales del mismo año acompañado de la muerte de su esposa, a la cual la alcanzó la fiebre amarilla y pasó sus últimas horas con él. A causa de la muerte de su mujer, solicitó un puesto eclesiástico, para acabar abandonando el puesto, y volver a dedicarse a las musas. 
Bento volvió a la Península de 1816 a 1818, donde fue perseguido por la Inquisición a causa de sus pensamientos liberales, los cuales junto a sus pensamientos patriotistas se vieron reflejados especialmente en su juventud entre 1816 y 1823 en sus obras. Aquí se dedicó a escribir principalmente Odas: en Sevilla escribió una con motivo del enlace entre el rey e Isabel de Braganza. En 1817, en Barcelona, Bento imprime su primera obra teatral, una de sus obras más destacadas: “La recompensa del amor”.  Más tarde escribió su Oda “A Barcelona”. Ya en Madrid escribió otra Oda con motivo del nacimiento de la Infanta María Isabel Luisa. Fue gracias a esta obra que llegó a la Familia Real y fue felicitado por su Oda, según cuenta Carlos de Grandy. Ya de vuelta en Canarias, Bento escribió sobre una variedad de temas extensísima. 
Nos acercamos ya en la etapa final de su vida, momento más prolífico de su vida en su carrera de poeta. Bento pasó sus últimos años entre las villas de Gáldar y Guía, siendo secretario del Ayuntamiento de Gáldar. En estos últimos años, nuestro autor se dedica a escribir poesías sobre sitios como Guía o Gáldar, el bosque de Doramas en el que dedicó parte de su infancia o sobre gente como don Juan Gregario Jáquez de Mesa con quien mantuvo una relación amistosa y nos deja entrever su ya declinante estado de ánimo en obras como Soneto “A la Villa de Guía”. Bento pasó sus últimos días en el Hospital de San Martín después de una vida turbulenta y aventurera para fallecer el día 26 de noviembre de 1831. Con lo que podrían ser escasos 49 años, Rafael Bento y Travieso conocido también como Rafael Esteban Mariano nos deja una amplia selección de obras de todos los temas digna de ser estudiada y más conocida.

## Obras
La mayor parte de su amplia producción poética, quedó inédita. Algunos de sus poemas han ido apareciendo en antologías, revistas y periódicos canarios. Los más destacados son:
- La recompensa del amor (comedia, 1817)
- España libre (1821)
- Sátira contra los aduladores de la nobleza (1830)
- El carnero parido
- La destrucción de Doramas (1831).